# شو كيتانو
شو كيتانو (باليابانية: 北野 翔) (20 نوفمبر 1984 في كاناغاوا في اليابان – )؛ هو لاعب كرة قدم ياباني سابق كان يلعب كمهاجم.

## وصلات خارجية
- شو كيتانو على موقع الاتحاد الدولي (مؤرشف)  (الإنجليزية)
- شو كيتانو على موقع رابطة كرة القدم اليابانية للمحترفين (اليابانية)
- شو كيتانو على موقع قاعدة بيانات كرة القدم.إي يو (الإنجليزية)
- شو كيتانو على موقع عالم كرة القدم.نت (الإنجليزية)
- شو كيتانو على موقع كووورة